# Artёm Popov
Artёm Igorevič Popov (in russo Артём Игоревич Попов?; Lipeck, 30 agosto 1992) è un calciatore russo, centrocampista dell'Arsenal Tula.

## Carriera

### Club
Ha giocato nella massima serie russa con CSKA Mosca e Tom' Tomsk, oltre che in vari club nella seconda divisione russa.

### Nazionale
Tra il 2008 ed il 2011 ha disputato varie partite con le nazionali russe Under-16, Under-18 ed Under-19.

## Palmarès

### Club

#### Competizioni nazionali
- Coppa di Russia: 1

CSKA Mosca: 2010-2011
- Pervenstvo Futbol'noj Nacional'noj Ligi: 1

Rotor: 2019-2020